# Kanton Saint-Avold-1
Kanton Saint-Avold-1 (fr. Canton de Saint-Avold-1) byl francouzský kanton v departementu Moselle v regionu Lotrinsko. Tvořilo ho šest obcí. Zrušen byl po reformě kantonů 2014.

## Obce kantonu
- Altviller
- Diesen
- Folschviller
- Porcelette
- Saint-Avold (část)
- Valmont